# Csidorigafucsi Nemzeti Temető
A Csidorigafucsi Nemzeti Temető (千鳥ケ淵戦没者墓苑) egy tokiói sírkert, amelyben a második világháború alatt külföldön elesett japán katonák, valamint a hadsereg elhunyt alkalmazottai és civilek földi maradványait hantolták el.

## Története

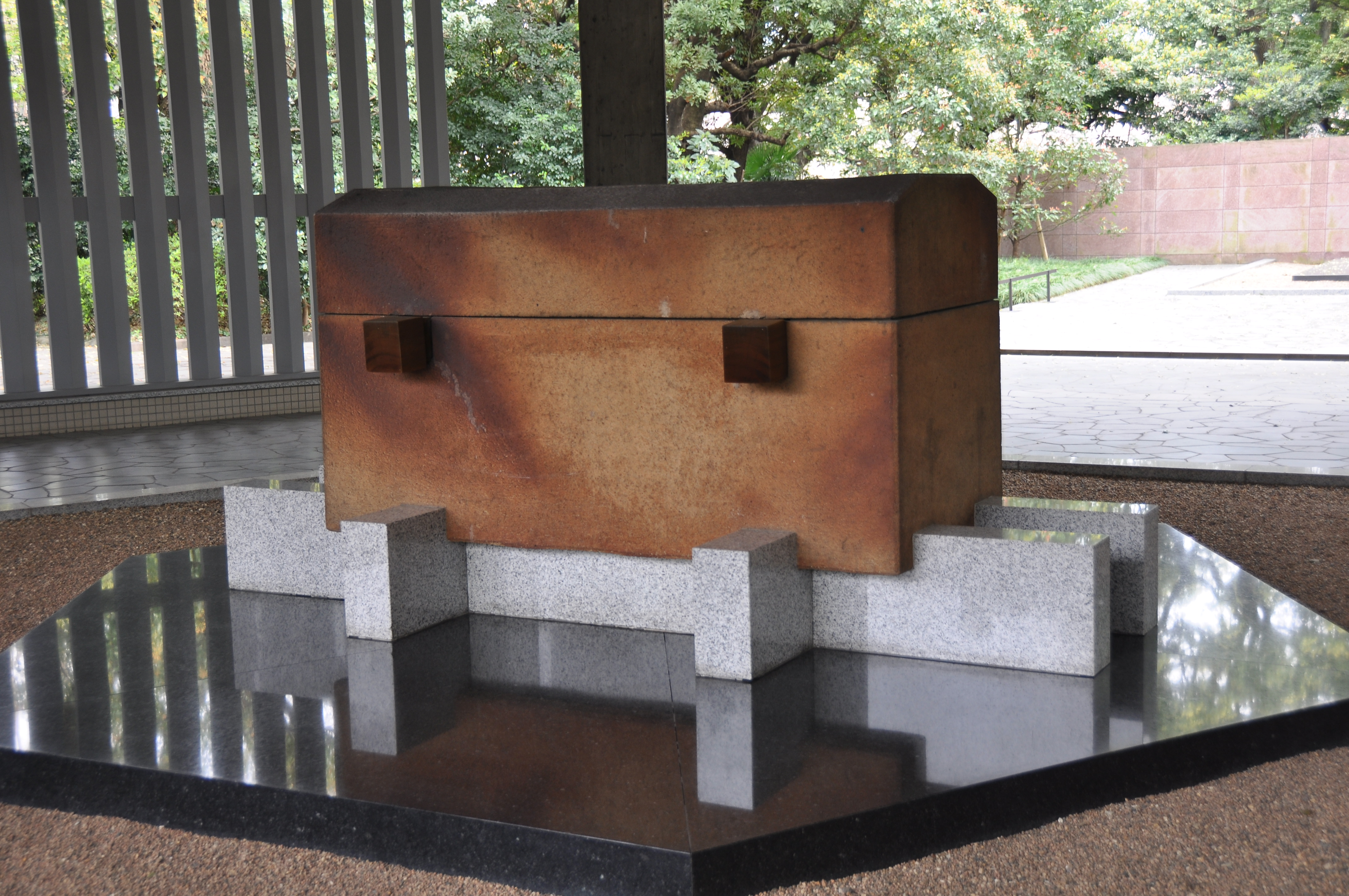
A koporsó

A temetőt a japán kormány hozta létre 1959-ben a külföldről hazaszállított földi maradványok végső nyughelyeként. A halottak egy részét közvetlenül a második világháború befejeződése után vitték Japánba, sokuk viszont az 1953 után indított keresőakciók eredményeként tértek haza. A háború alatt 2,4 millió japán halt meg idegen földön, közülük 1,28 millió földi maradványait sikerült felkutatni és Japánba szállítani. A temető nagyjából 16,5 ezer négyzetméteres. A temetőt megnyitásakor örökzöldekkel, gyertyánszilekkel és más lombhullató növényekkel ültették be. 2019 májusában 360 069 halott földi maradványai voltak a sírkertben.
A halottak maradványait föld alatti csontházakban helyezték el. Az osszáriumok felett egy hatoldalú szentély áll, közepén egy kerámiából készített koporsóval. Az első csontház ez alatt található, a többieket 1991 márciusában és 2000 márciusában adták át a szentély hátsó részén. A koporsó öttonnás, a világ egyik legnehezebb kerámiatárgya. Olyan kövekből és kavicsokból készítették, amelyeket a fontosabb harcmezőkről gyűjtöttek össze. A köveket 1700 fokon megolvasztották, így alakították ki a koporsót, amelyben egy aranyozott bronzurnát helyeztek el; a benne lévő emberi maradványok valamennyi második világháborús áldozatot szimbolizálják.